# Ivo Hristov
Ivo Hristov (en bulgare : Иво Петко Христов), né le 8 octobre 1970 à Istanbul, est un homme politique bulgare. Il est député européen de 2019 à 2024.

## Biographie
Ivo Hristov voit le jour à Istanbul alors que son père Hristo Hristov est vice-consul de Bulgarie chargé des affaires culturelles. Après avoir complété ses études à Bruxelles, il sort diplômé de l'université Saint-Clément-d'Ohrid de Sofia.
Traducteur de nombreux romans de Romain Gary, Marguerite Duras, André Gide, Philippe Djian ou Tonino Benacquista, il est également l'auteur d'une biographie de François Mitterrand, publiée en bulgare en 2000. Journaliste à RFI-Bulgarie et à Europe Magazine de 2000 à 2011, il est rédacteur en chef de l'émission Observer avec Toma Tomov sur NTV de 2001 à 2002.
En 2016, il gère la stratégie politique et de communication de la campagne présidentielle de Roumen Radev, élu président de la République, dont il devient chef de cabinet en janvier 2017.
En 2019, il est élu député européen . En 2022, il rejoint un comité d'enquête sur l'utilisation de Pegasus et d'autres logiciels espions.